# 5-25-77
Pour plus de détails, voir Fiche technique et Distribution.
5-25-77 est un film américain réalisé par Patrick Read Johnson (en), sorti en 2008.

## Fiche technique
- Titre : 5-25-77
- Réalisation : Patrick Read Johnson (en)
- Scénario : Patrick Read Johnson (en)
- Pays d'origine : États-Unis
- Genre : comédie dramatique
- Durée : 132 minutes
- Date de sortie : 2008

## Distribution
- John Francis Daley : Pat Johnson
- Austin Pendleton : Herb Lightman
- Colleen Camp : Janet Johnson
- Neil Flynn : Dr Callahan
- Steve Coulter : Bill
- Emmi Chen : Linda
- Katie Jeep : Robin Braden
- Justin Mentell : Tony